# Cycloseris marginata
Espèce
Cycloseris marginata est une espèce de coraux appartenant à la famille des Fungiidae.